# Daniel Ek
Daniel Georg Ek, född 21 februari 1983 i Vantörs församling i Stockholm, är en svensk innovatör, entreprenör och VD inom IT-branschen. Han är känd för att ha grundat musiktjänsten Spotify.

## Biografi

### Bakgrund och verksamheter
Daniel Ek växte upp i Rågsved i Stockholm med sin ensamstående mor och började redan i grundskolan att utveckla sitt kunnande inom IT och bland annat skapa bolag för att tillverka billigare webbplatser för olika näringsverksamheter med sina kamrater som anställda. Han tillbringade mycket av sin fritid på ungdomsgården Oasen där han som 14-åring bland annat var den som installerade internet.
År 1999, 16 år gammal, sökte han arbete på det då nästan helt nyetablerade Google. Då han fick svar "Återkom när du har tagit en högre examen" bestämde han sig i frustration för att i stället konkurrera med dem och skapa en egen, ännu bättre sökmotor. Då han inte själv lyckades greppa denna överväldigande uppgift, lade han ut sitt gjorda grundläggande arbete på Internet och inbjöd andra att via öppen källkod bidra till att färdigställa ett slutresultat (som senare kom att ingå i systemet för Yahoo Finance[källa behövs]). 
Han gick ut IT-Gymnasiet i Sundbyberg 2002 och gick två månader på ingenjörsutbildning inom området på KTH, innan han bestämde sig för att hoppa av och satsa på utvecklingsarbete inom IT utifrån sina befintliga kunskaper och erfarenheter.

### Tradedoubler och musikengagemang
Efter avhoppet erbjöds han ett uppdrag att utveckla nya systemlösningar för bolaget Tradedoubler och 2006 kunde han kvittera ut en samlad ersättning för sina arbeten på flera miljoner kronor.
Daniel Ek arbetade bland annat också som CTO på Jajja Communications AB, CTO på Stardoll och var vd på µTorrent. 
Han var musikintresserad och funderade på att satsa på en ny bana som yrkesmusiker, men såg den negativa ekonomiska utvecklingen inom musikbranschen och insåg problematiken i att allt fler laddade ner musik kostnadsfritt via Internet i stället för att köpa skivor.

### Spotify
Inspirerad av den tidigare uppmärksammade pirat-musikdelningstjänsten Napster började han fundera över en möjlig ny lösning för musikdistribution. Under tiden på TradeDoubler hade han lärt känna dess styrelseordförande Martin Lorentzon, och de två började utveckla en lösning, som de startade 2006, ett musikförmedlingsbolag via Internet, vid namn Spotify med Daniel Ek som vd och med viktig teknisk insats av bland andra Ludvig Strigeus. Redan från början var tanken att få med de stora skivbolagen med flera som partner och delägare i verksamheten och efter långa förhandlingar lyckades man fullfölja denna plan och lanserade 2008 tjänsten för musikkunder i Sverige och Europa. Efter ytterligare långa förhandlingar och förseningar, och med nytt samarbete med bland andra Facebook-partnern och tillika Napster-grundaren Sean Parker, kunde man sommaren 2011 lansera Spotify i Nordamerika.

## Utmärkelser
- H.M. Konungens medalj i guld av 12:e storleken (2019) för förtjänstfulla insatser inom musikindustrin.[11]
- SUP46:s Swedish Startup Hall of Fame (2013). [12][13]